# Акцептор (домішка)

Схематичне зображення кремнію із акцепторною домішкою бору

Акцептором  у фізиці твердого тіла (напівпровідниковій техніці) називають домішку або дефект, що створює позитивно заряджені локалізовані стани з енергією у валентній зоні. Здебільшого це хімічний елемент, що має більше вакантних валентних зв'язків ніж іони кристалу. Ця домішка додається до напівпровідника у невеликій кількості та може зв'язувати один або більше електронів кристалу, створюючи дірки. Весь напівпровідник перетворюється таким чином на «напівпровідник p-типу».
Акцептори бувають однозарядними і багатозарядними. Наприклад, в кристалах з елементів IV групи періодичної системи елементів кремнію, германію, акцепторами є елементи III групи: алюміній, індій, галій. Оскільки елементи третьої групи мають валентність 3, то три електрони утворюють хімічний зв'язок з трьома сусідніми атомами кремнію в кристалічній ґратці, а електрона для утворення четвертого зв'язку бракує. Проте при ненульовій температурі 
з певною ймовірністю утворюється четвертий зв'язок. Електрон, який його утворює, має енергію на 
кілька міліелектрон-вольт вищу за енергію верху валентної зони. При цьому в
валентній зоні утворюється так звана дірка, яка може вільно рухатися в кристалі, й таким чином 
давати вклад у електричний струм. 
Здебільшого акцептор утворює так званий воднеподібний домішковий центр, енергію якого просто оцінити з розв'язку рівняння Шредінгера для атома, беручи до уваги те, що дірка в кристалі — квазічастинка й відрізняється масою від вільного електрона, а також те, що дірка рухається не у вакуумі, а в середовищі з певною діелектричною проникністю. Такі акцептори 
називаються мілкими й утворюють воднеподібну серію рівнів із енергіями, які можна оцінити за формулою
{\displaystyle E_{a}=E_{V}+R{\frac {m_{h}^{*}}{m_{0}\varepsilon ^{2}}}{\frac {1}{n^{2}}}},
де {\displaystyle E_{a}} — енергія акцепторного рівня, {\displaystyle E_{V}} — енергія верха валентної зони, 
{\displaystyle m_{h}^{*}} — ефективна маса дірки, {\displaystyle m_{0}}  — маса вільного електрона, 
{\displaystyle \varepsilon } — діелектрична проникність напівпровідника, {\displaystyle R} — стала Рідберга, {\displaystyle n} — квантове число, яке пробігає цілі значення від одиниці до нескінченості 
(проте, найважливіші малі значення {\displaystyle n}). 
Здебільшого ефективні маси дірок малі в порівнянні із масою вільного електрона. Крім того напівпровідники мають досить великі значення діелектричної проникності (порядку 10), тож енергія акцептора приблизно в 100-1000 разів менша за енергію електрона у атомі водню. Саме завдяки цій обставині акцепторні рівні мілкі. Зважаючи на цей факт хвильові функції мілких акцепторних рівнів  простягаються на багато періодів кристалічної ґратки, маючи радіус набагато більший за радіус Бора.
| Напівпровідник | Акцептор | {\displaystyle E_{a}-E_{V}} (меВ) |
| -------------- | -------- | --------------------------------- |
| GaAS           | C        | 26                                |
|                | Be       | 28                                |
|                | Mg       | 28                                |
|                | Si       | 35                                |
| Si             | B        | 45                                |
|                | Al       | 67                                |
|                | Ga       | 72                                |
|                | In       | 160                               |
| Ge             | B        | 10                                |
|                | Al       | 10                                |
|                | Ga       | 11                                |
|                | In       | 11                                |